# Phostria unitalis
Phostria unitalis is een vlinder uit de familie van de grasmotten (Crambidae). De wetenschappelijke naam van de soort is voor het eerst gepubliceerd in 1854 door Achille Guenée.
De spanwijdte bedraagt 42 millimeter.
De soort komt voor in India (Centraal-India en de Andamanen), Bangladesh, Indonesië (Molukken) en Papoea-Nieuw-Guinea.